# آنیتا پوینتر
آنیتا پوینتر (انگلیسی: Anita Pointer; ۲۳ ژانویهٔ ۱۹۴۸– ۳۱ دسامبر ۲۰۲۲) خواننده-ترانه‌پرداز و یکی از اعضای گروه خواهران پوینتر اهل ایالات متحده آمریکا بود. وی بین سال‌های ۱۹۶۹ تا ۲۰۱۵ میلادی فعالیت می‌کرد.

## فعالیت حرفه‌ای
پوینتر و خواهرانش در سال ۱۹۷۳ به شهرت رسیدند، در سال ۱۹۷۴ هنگامی که او آهنگ اصلی «بله ما می‌توانیم» را خواند ترانه‌اش جزو ۱۰۰ ترانه داغ بیلبورد شد، استعدادهای پوینتر در نویسندگی به این گروه کمک کرد تا تاریخ موسیقی را تغییر دهند، زمانی که «قصه پریان» در چارت‌های موسیقی کانتری به موفقیت رسید، خواهران پوینتر را به اولین گروه زن سیاه‌پوستی تبدیل کرد که در گرند اول اپری
برنامه اجرا کنند. «قصه پریان» که توسط پوینتر و خواهرش بانی نوشته شده‌است و پوینتر آن را در وکال اصلی اجرا می‌کند، اولین جایزه گرمی را برای گروه به ارمغان آورد، جایزه گرمی برای بهترین اجرای کانتری توسط یک زوج دونفره یا گروهی همراه با آواز در سال ۱۹۷۵.

## زندگی شخصی
پوینتر چندین بار ازدواج کرد و دارای یک فرزند شد. در دسامبر ۱۹۶۵، در سن ۱۷ سالگی، پوینتر با دیوید هارپر ازدواج کرد. آنها صاحب یک دختر به نام جادا پوینتر شدند که در ۹ آوریل ۱۹۶۶ به دنیا آمد. این زوج بعداً در سال ۱۹۶۶ طلاق گرفتند. جادا پوینتر در سال ۲۰۰۳ در سن ۳۷ سالگی بر اثر سرطان درگذشت.
دخترش الهام‌بخش یکی از محبوب‌ترین آهنگ‌های خواهران پوینتر، «جادا» بود که توسط این گروه نوشته شد و در اولین آلبوم آنها در سال ۱۹۷۳ منتشر شد. در اکتبر ۱۹۸۱، پوینتر با ریچارد گونزالس ازدواج کرد. پوینتر و گونزالس بعداً طلاق گرفتند.
برادر بزرگتر پوینتر، آرون پوینتر، بازیکن لیگ برتر بیسبال و بعداً داور لیگ ملی فوتبال شد. پسر عموی او پل سیلاس بازیکن و سرمربی اتحادیه ملی بسکتبال بود.

## بیماری و مرگ
در اکتبر ۲۰۲۱، پوینتر قرار بود همراه با خواهرش روث دونفره در کنسرت فصل ۶ خواننده نقابدار شرکت کنند، اما روث فاش کرد که پوینتر به دلیل ابتلا به بیماری در اجرا شرکت نکرده‌است.
پوینتر در ۳۱ دسامبر ۲۰۲۲ در سن ۷۴ سالگی بر اثر سرطان در خانه خود در بورلی هیلز، کالیفرنیا درگذشت.